# Religión y ritual de la cultura Cucuteni-Trypillia
El estudio de la religión y el ritual de la cultura Cucuteni-Trypillia ha proporcionado importantes conocimientos sobre el principio de la historia de Europa. La cultura Cucuteni-Trypillia, que existió en las actuales naciones del sudeste europeo de Moldavia, Rumania y Ucrania durante el Neolítico y la Edad del Cobre, desde aproximadamente 5500 a. C. hasta 2750 a. C., dejó tras de sí miles de ruinas de asentamientos que contienen una gran cantidad de artefactos arqueológicos que atestiguan sus características culturales y tecnológicas.

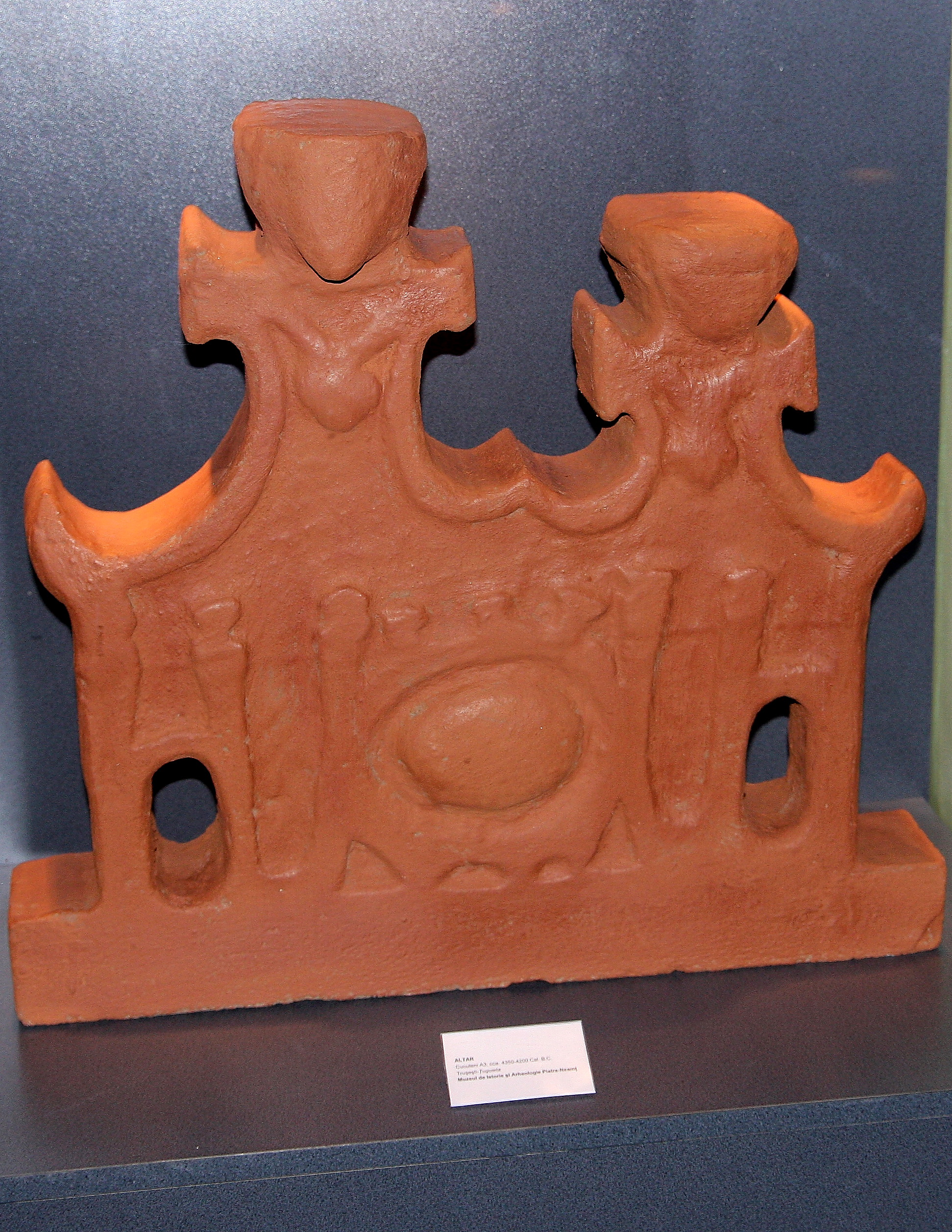
Altar Cucuteni.

Para una descripción general de esta cultura, véase el artículo principal de la Cultura de Cucuteni; este artículo trata de sus aspectos religiosos y rituales. Se han encontrado algunas comunidades de Cucuteni-Trypillia que contienen un edificio especial ubicado en el centro del asentamiento, que los arqueólogos han identificado como «santuarios sagrados». Se han descubierto artefactos dentro de estos santuarios, algunos de los cuales han sido intencionalmente enterrados en el suelo dentro de la estructura y que son claramente de naturaleza religiosa, y han proporcionado una visión de algunas de las creencias, y tal vez algunos de los rituales y la estructura que tenían los miembros de esta sociedad. Además, también se han encontrado artefactos de aparente naturaleza religiosa en muchos hogares de Cucuteni-Trypillia.
Muchos de estos artefactos son figurillas o esculturas de arcilla. Los arqueólogos han identificado muchos de ellos como fetiches o tótems, que se cree que están imbuidos de poderes que pueden ayudar y proteger a las personas que los cuidan. Estas figurillas de Cucuteni-Trypillia se han conocido popularmente como «Diosas», sin embargo, este nombre, es en realidad equivocado desde el punto de vista científico. Se han descubierto tantas de estas llamadas Diosas de barro en los yacimientos de Cucuteni-Trypillia que muchos museos de Europa del Este tienen una colección considerable de ellas y, como resultado, han llegado a representar uno de los marcadores visuales más fácilmente identificables de esta cultura para muchas personas. Algunos historiadores como Marija Gimbutas afirman que:

... el desnudo rígido es representativo de la muerte sobre la base de que el color blanco está asociado con el hueso (lo que se muestra después de la muerte). Se pueden encontrar desnudos rígidos en las culturas de Hamangia, de Karanovo y de Cucuteni.

## Artefactos arqueológicos
A partir del período Precucuteni III (circa 4800-4600 a. C.), en los asentamientos Cucuteni-Trypillia empezaron a aparecer edificios especiales de santuarios comunales. Continuaron existiendo durante los períodos Cucuteni A y Cucuteni A/B  —correspondientes a Trypillia B— (circa 4600-3800 a. C.), pero luego, por alguna razón, estos santuarios comenzaron a desaparecer, hasta el período Cucuteni B (Trypillia C) (circa 3800-3500 a. C.) solo se han descubierto algunos ejemplos procedentes de la exploración arqueológica. Estos santuarios fueron construidos en una arquitectura de estilo monumental e incluían estelas, estatuas, altares y numerosos otros artefactos ceremoniales y religiosos, a veces empaquetados en paja dentro de cerámica.

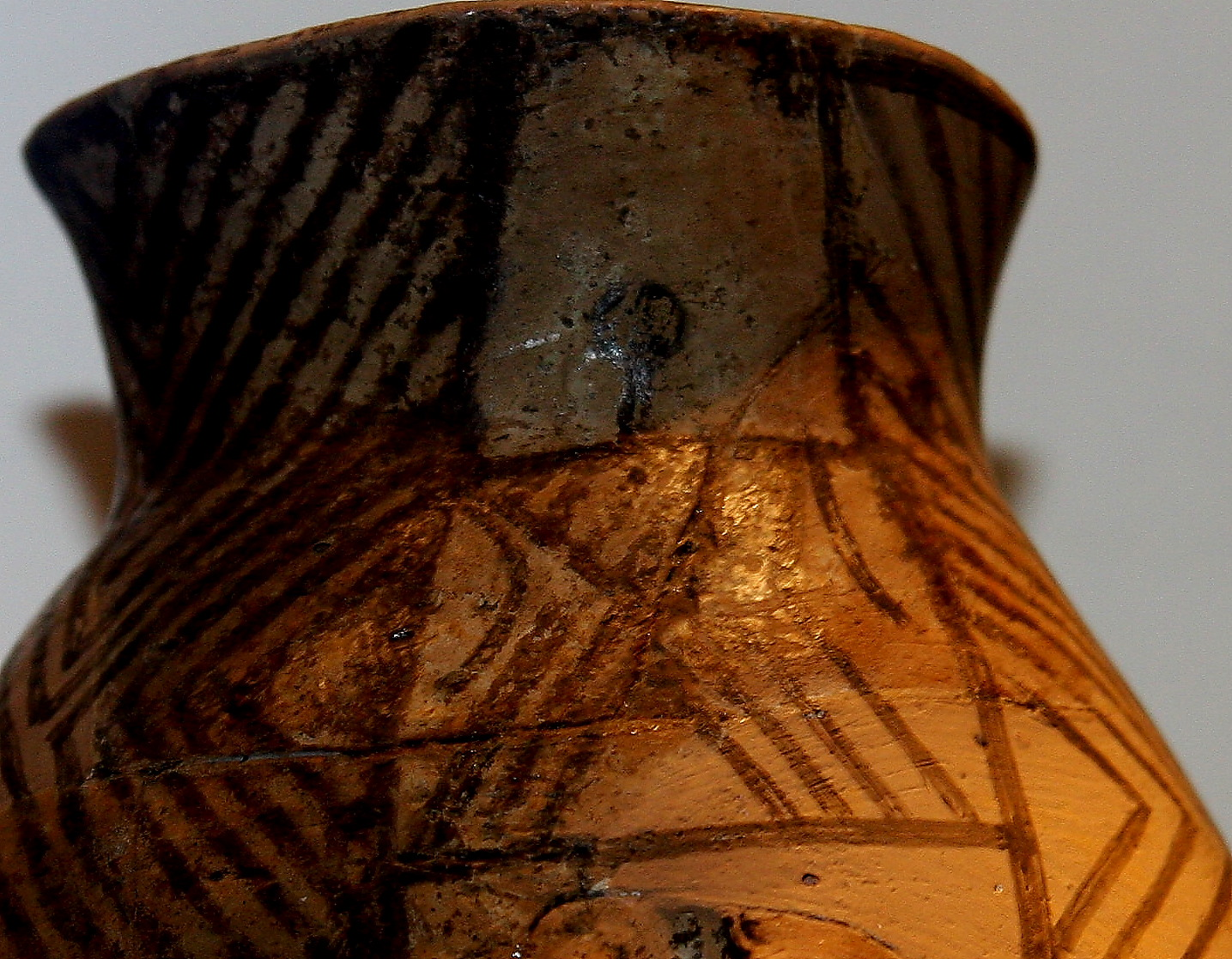
Diosa del «Reloj de Arena» de la cultura Cucuteni.
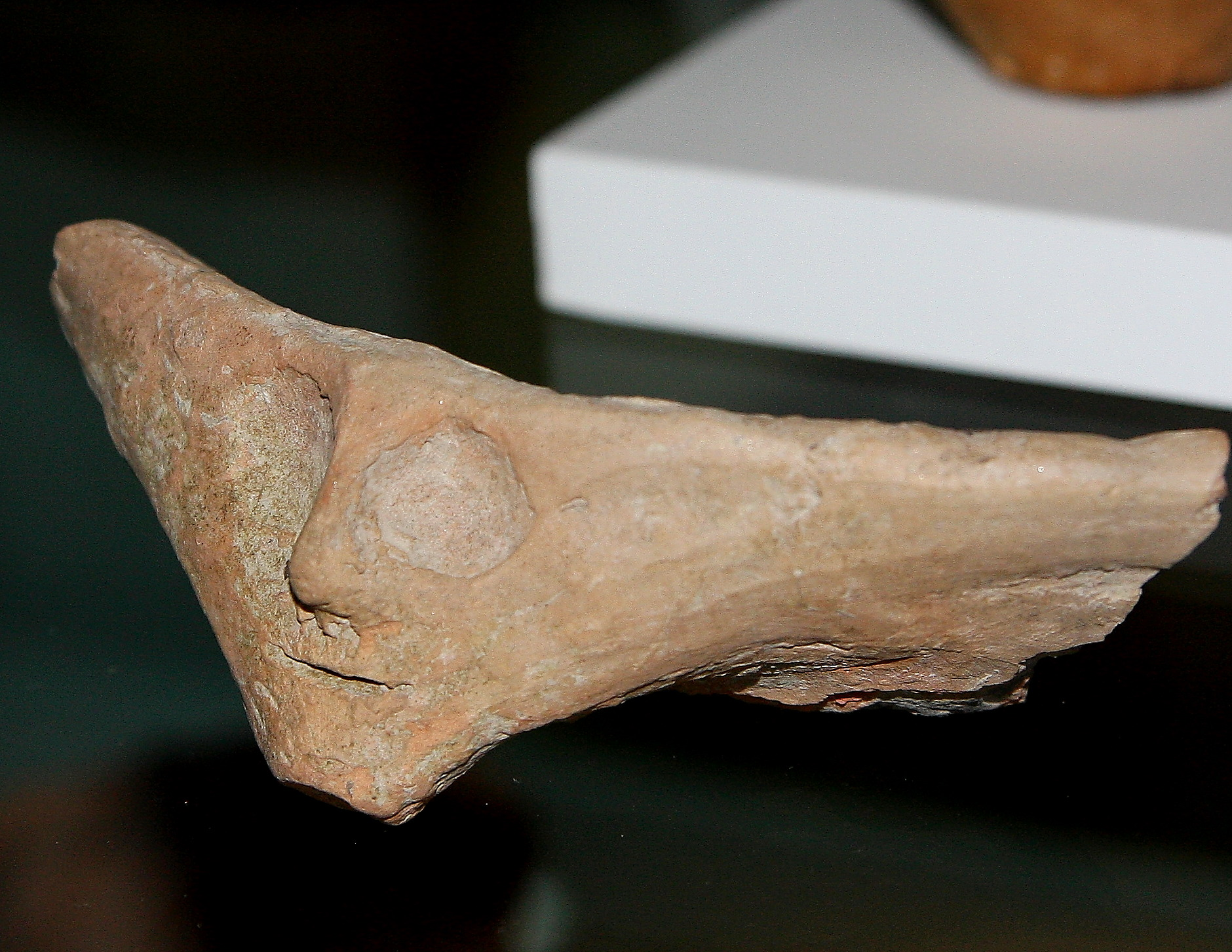
Representación antropomórfica.
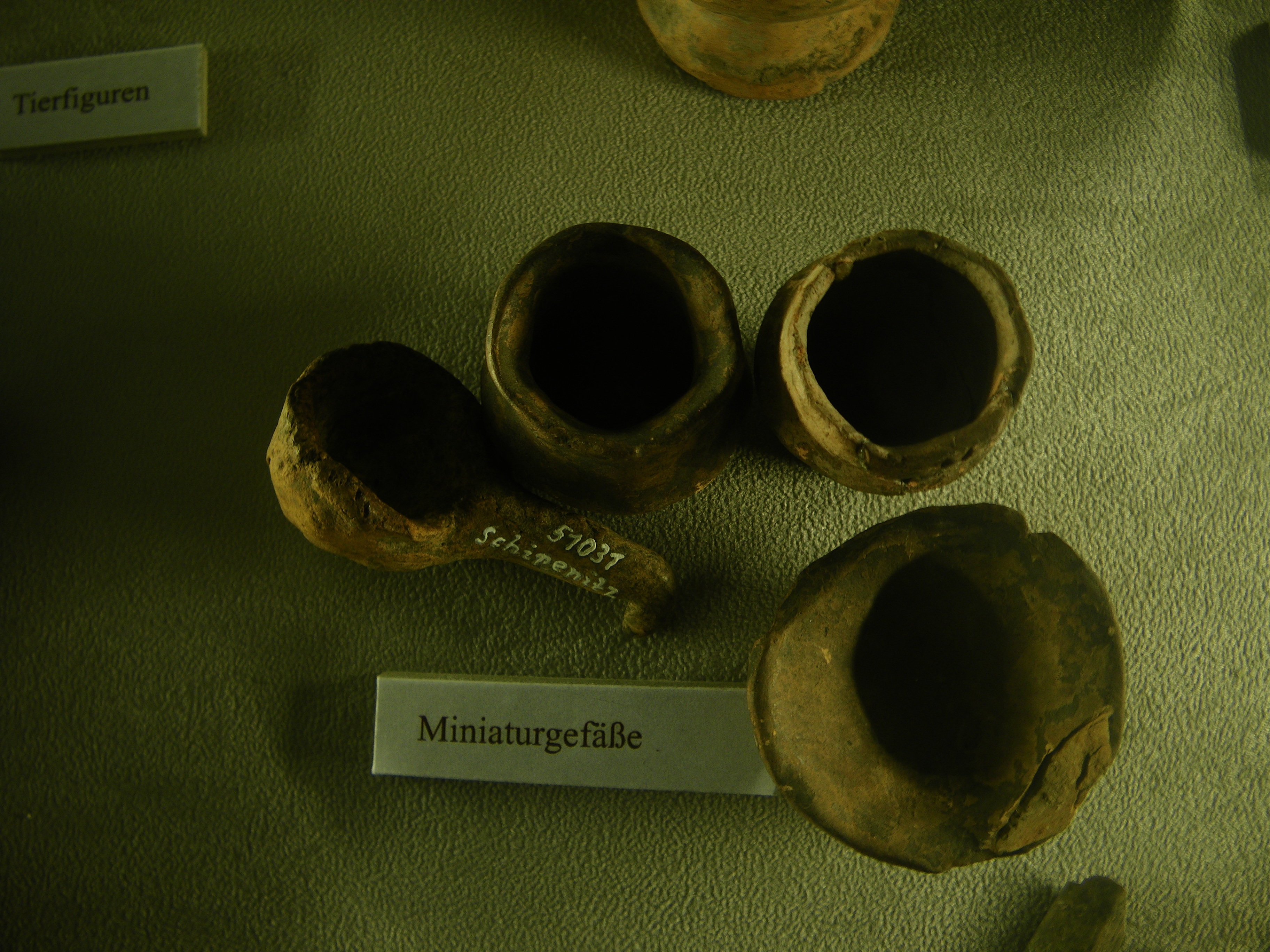
Miniaturas de cerámicas.

Algunos de estos artefactos originalmente parecían representar temas que son ctónicos (del inframundo), y celestiales. Durante una excavación en 1973 en el sitio de Cucuteni-Trypillia en Ghelăiești, cerca de la ciudad de Neamț, Rumania, el arqueólogo Ștefan Cucoș descubrió una casa en el centro del asentamiento que era el santuario de la comunidad. El siguiente relato escrito por la arqueóloga croata Marina Hoti describe los hallazgos dentro de este santuario:

En la esquina sureste de la casa se encontró un jarrón rodeado de seis jarrones debajo del piso. El jarrón central estaba al revés, cubriendo otro recipiente con una tapa, en el que se encontraron cuatro figuras antropomórficas, dispuestas en una cruz y mirando a los cuatro lados del mundo. Dos figuras estaban decoradas con líneas y tenían cabezas y patas completamente negras; los otros dos no eran de color, pero tenían rastros de rojo-ocre.

En estas dos imágenes se puede obtener una representación visual de las cuatro figurillas dentro del jarro o la olla volcada enterrada en el santuario del sitio de Ghelăiești. El análisis posterior de este descubrimiento ha llevado a una serie de interpretaciones de varios estudiosos a lo largo de los años. Ștefan Cucoș, quien descubrió el artefacto, incluyó otros símbolos descubiertos en Ghelăiești, incluyendo representaciones en forma de serpiente, la forma de cruz de los altares y diseños de esvásticas, concluyó que estaba asociado con un ritual de fertilidad dedicado a la diosa, asociando el negro -figuras pintadas con temas ctónicos, y las figuras pintadas de rojo ocre con temas celestiales. El arqueólogo húngaro János Makkay también apoyó una interpretación ritual de fertilidad. Marija Gimbutas, arqueóloga lituana y autora de La civilización de la diosa, interpretó este descubrimiento como una representación dualista del verano y el invierno, que representa el ciclo de la vida y la muerte en la naturaleza.
Sin embargo, el análisis posterior de este descubrimiento incorporó todo el escenario en el que se encontraron estas figuras: específicamente, que fueron enterradas debajo de un recipiente de cerámica volcado. Comparando este hallazgo con otros descubrimientos similares de las culturas contemporáneas en Isaiia y Poduri,
Los estudiosos desarrollaron una teoría de que el cuadro tomado en su lugar, enterrado bajo el piso del santuario, y con las cuatro figuras mirando hacia las cuatro direcciones cardinales, representaba un medio para proteger el santuario y el asentamiento del mal. Las cabezas negras de las figurillas se asociaron con la muerte, y el ocre rojo se pintó en las figurillas en las partes precisas del cuerpo que la cultura Cucuteni-Trypillia pintaba en las partes del cuerpo de sus difuntos antes del entierro. Estas figuras, por lo tanto, probablemente representaban almas difuntas, o seres del inframundo (tierra de los muertos). Al encerrarlos en un recipiente volcado y enterrar todo este conjunto debajo del piso del santuario, estaban protegiendo el asentamiento de las influencias malvadas que representaban estas figuras creando un sigilo mágico de protección.

## Estatuillas de la Diosa Madre
Como evidencia de arqueología, se han descubierto miles de artefactos del Neolítico europeo, principalmente en forma de figuras femeninas. Como resultado, se ha producido una teoría de la diosa. La historiadora principal fue Marija Gimbutas, aun así, esta interpretación es un tema de gran controversia en arqueología debido a sus muchas inferencias sobre los símbolos en los artefactos.
Algunos investigadores consideran que los símbolos utilizados para representar la feminidad son el «rombo de la fertilidad» y el «triángulo» como símbolo de la fecundidad. La cruz, que simboliza el poder de fertilidad y renovación de la naturaleza, a veces se usaba para representar la masculinidad, así como las fases de la luna.

## Figuras del "Círculo de Diosas"

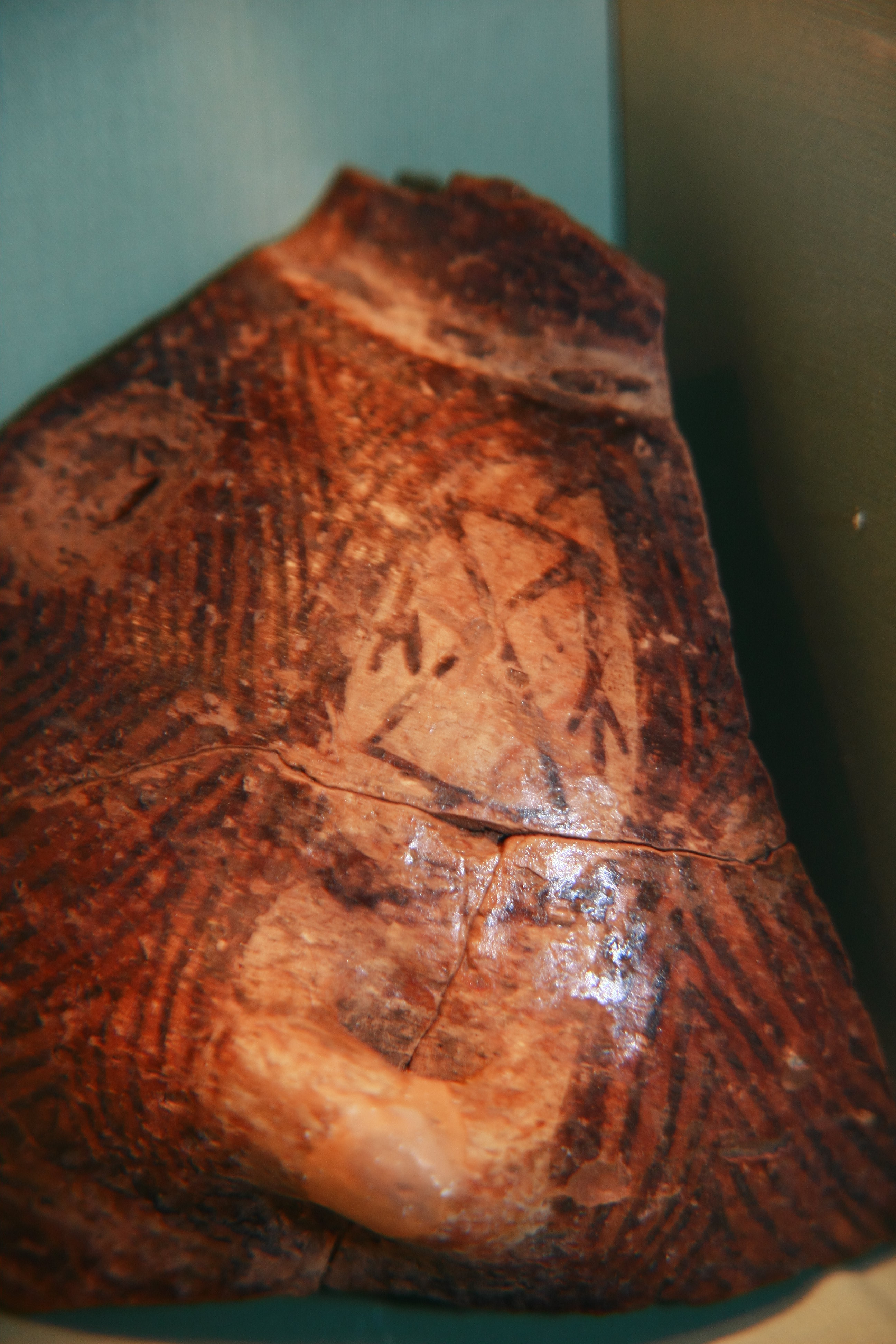
Diosa con el diseño del doble triángulo («Reloj de arena») y «Manos de pájaro»

Estas reuniones rituales se realizaban con un jarrón que tenía una forma muy anómala al estilo Precucuteni y se encontraba lleno de tierra y paja. Los objetos de culto se exponían y se adoraban durante las ceremonias mágico-religiosas. El uso repetido de los mismos está demostrado por la presencia de algunas pequeñas roturas de desgaste. Cuando no estaban en servicio del ritual, probablemente se almacenaban en este recipiente especial. La presencia de tierra debajo de algunas estatuillas guardadas en el jarrón, y la evidencia de cariósidos en la superficie de dos estatuillas y cuatro taburetes, llevó a algunos investigadores a formular la hipótesis de que las piezas habían sido depositadas en tierra y paja con fines mágicos: se habían dejado para brotar. todas las estatuas eran distintas. Algunas de ellas llevan decoraciones geométricas. Se observaron estatuillas maduras —que ya habían dado a luz—, estatuillas jóvenes —que todavía no han dado a luz—, y un bebé. Únicamente las estatuillas maduras podían sentarse a la derecha en los taburetes de arcilla.

## Estatuillas de Diosa de los Pájaros

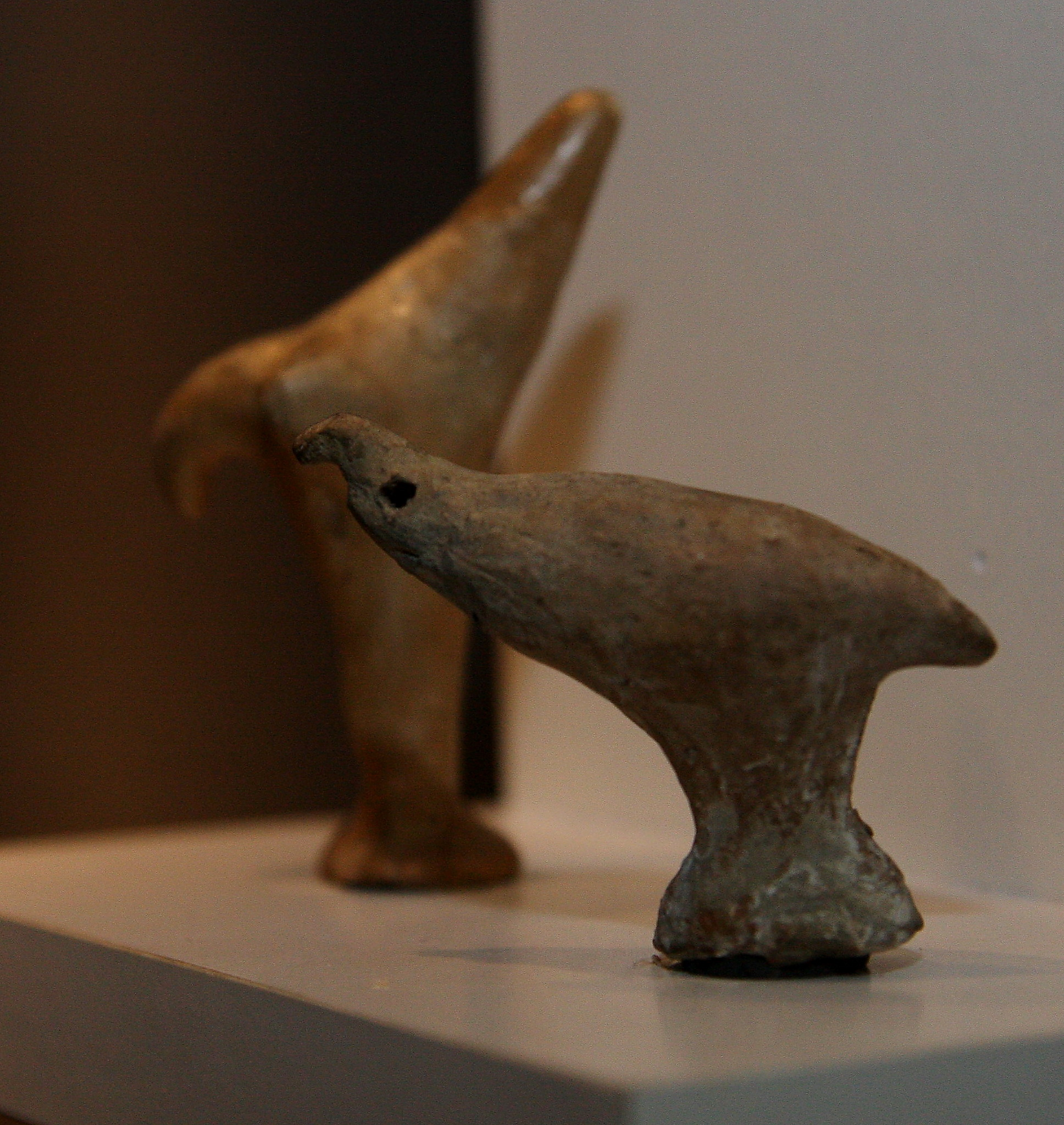
Diosas de los Pájaros.

Según algunos investigadores como Gimbutas y Lazarocici, para las comunidades de Precucuteni, los pájaros míticos posiblemente encarnaban un principio solar y el renacimiento de la vida, sirviendo como un símbolo de prosperidad y protección.

## Ritos funerarios
Una de las preguntas sin respuesta con respecto a la cultura Cucuteni-Trypillia es el pequeño número de artefactos asociados a los ritos funerarios. Aunque los arqueólogos han explorado asentamientos muy grandes, la evidencia de la actividad funeraria es casi invisible. El arqueólogo estadounidense Douglass W. Bailey escribe que se distingue entre la región oriental de Trípoli y la occidental de Cucuteni-Trypillia:

No hay cementerios de Cucuteni, y los de Trípoli que se han descubierto son muy tardíos.

El descubrimiento de cráneos es más frecuente que otras partes del cuerpo, sin embargo, debido a que aún no se ha realizado un estudio estadístico exhaustivo de todos los restos óseos  descubiertos en los yacimientos de Cucuteni-Trypillia, no se puede determinar con precisión, en este momento, el análisis posterior a la excavación de estos descubrimientos.
Algunos historiadores han contrastado las prácticas funerarias de la cultura Cucuteni-Trypillia con la vecina cultura de la cerámica de bandas, que existió desde 5500-4500 a. C. en la región de la actual Hungría y que se extiende hacia el oeste hasta el centro de Europa, haciéndola coincidir con las Fases Precucuteni a Cucuteni A. Las evidencias arqueológicas de los sitios de cerámica lineal o de bandas, han demostrado que practicaban la cremación, así como la inhumación (o entierro). Sin embargo, parece que en la cultura de la cerámica de bandas se hacía una distinción en cuanto al lugar de enterramiento de los cuerpos, basada en el género y la dominación social. Las mujeres y los niños fueron encontrados enterrados bajo el piso de la casa, mientras que los hombres estaban desaparecidos, lo que indica que alguna otra práctica estaba asociada con la forma en que trataban los cadáveres de los hombres.  Una de las conclusiones extraídas de esta evidencia fue expuesta por Marija Gimbutas, autora de The civilization of the Goddess: the world of Old Europe ('La civilización de la diosa: el mundo de la vieja Europa') en la que teoriza que las mujeres y los niños estaban asociados con el hogar y en el hogar, por lo que serían enterrados bajo la casa, como un acto de conectar sus cuerpos a su hogar.
En conjunto, tomando en consideración estas características de la cultura vecina de la Cerámica de bandas, los estudiosos han teorizado que pueden encontrarse otros sitios Cucuteni-Tryilianos, incluyendo lugares que pueden estar separados de los asentamientos principales, donde puede haber evidencia de la práctica de la cremación. Los arqueólogos han discutido la ampliación de las áreas de búsqueda alrededor de los asentamientos Cucuteni-Trypillia conocidos para cubrir un área mucho más amplia, y para emplear técnicas modernas para ayudar a tratar de encontrar evidencia de sitios periféricos donde se podría encontrar actividades funerarias.
Además de la cremación y el entierro, se han sugerido otros métodos posibles para disponer de los cuerpos de los muertos. Las arqueólogas rumanas Silvia Marinescu-Bîlcu y Alexandra Bolomey sugieren una práctica común de abandono del cuerpo a merced de la Madre Naturaleza, una práctica que puede ser algo similar a la tradición del zoroastriana de colocar los cuerpos de los muertos sobre una torre del silencio (o Dakhma), que luego son alimentados por las aves carroñeras.
La arqueóloga rusa Tamara Grigorevna Movsha propuso una teoría, en 1960, para explicar la ausencia de algunos huesos, que se considera que tienen poderes mágicos y se dispersaron a propósito en todo el asentamiento.
Otros han sugerido las prácticas de canibalismo, —conocida también como antropofagia—, o excarnación, que es la práctica de quitar la carne y los órganos de los muertos, dejando únicamente los huesos. El arqueólogo rumano Sergiu Haimovici escribe sobre este descubrimiento:

...Alexandra Bolomey... hizo una revisión, de una serie de... restos humanos, (y) encontrados... al menos en parte, (que) tienen un carácter de culto del sacrificio humano y tal vez incluso... una antropofagia de tipo sectario.

Esto indicaría que tal vez se practicaba algún tipo de canibalismo ritualista entre las tribus Cucuteni-Trypillia.
La única conclusión que se puede sacar de las pruebas arqueológicas es que en la cultura Cucuteni-Trypillia, en la gran mayoría de los casos, los cuerpos no fueron formalmente depositados dentro del área de asentamiento.: 116 
Incluso en uno de los pocos sitios donde los investigadores han encontrado un número significativo de restos humanos (Poduri Dealul Ghindaru en Rumania), parece posible, al analizar los hallazgos, que en los primeros tiempos de la cultura de Cucuteni, los niños y los bebés eran inhumados cerca de las casas o incluso bajo el piso de la casa.

## Cremación
Varios investigadores tienen algunas hipótesis sobre los rituales del Cucuteni:
1. Ritual de incineración de las casas Cucuteni-Trypillya, lo más probable asociado con el entierro y la inmolación.
2. Un ritual, que considera el sacrificio enterrado bajo las casas o en el asentamiento, de los animales, sus cabezas u otras partes, posiblemente asociado con la ceremonia de inmolación.[19]
3. Un ritual, que consiste en enterrar bajo las viviendas o en el asentamiento cráneos humanos, huesos, a veces quemados, de los fallecidos, posiblemente también se asociaba con la inmolación.
4. Los rituales, asociados con el uso del fuego, cuando están en el pozo o fosa, con exclusión de las cenizas, para obtener diversas cosas, probalidades de algún rito de restos de inmolación. También algunos investigadores argumentan que en algunos rituales de la cultura de Cucuteni se han usado figurillas de arcilla antropomorfas, zoomorfas y vasijas binoculares.[20]